# 蒂雷納子爵亨利·德·拉圖爾多韋涅
蒂雷纳子爵亨利·德·拉圖爾多韋涅（法語：Henri de la Tour d'Auvergne, Vicomte de Turenne；1611年9月11日—1675年7月27日）是17世紀的法國大元帅，通稱蒂雷納或杜倫尼（Turenne，[ty.ʁɛn]）。他在漫長的軍事生涯中不斷精進，被廣泛地評為劃時代的戰略與機動戰大師，也是歷史上最偉大的軍事家之一。拿破崙評價道：「在我生前或死後的所有將軍中，蒂雷納是最偉大的」。
蒂雷納在三十年戰爭中成為一名傑出的戰地指揮官，在多個戰區都表現出色。他先在卡薩萊戰役與都靈圍城戰取得勝利，之後在德意志地區指揮了多場會戰與機動戰役，包括1645年與孔代親王協作的對敵作戰、1646年迫使巴伐利亞停戰的機動作戰、1648年控制南德意志地區的楚斯馬斯豪森戰役。
三十年戰爭結束後，法國爆發投石黨之亂，蒂雷納先後在雙方服役，與孔代親王多次交手最終取勝。法西戰爭初期，蒂雷納指揮法軍先在法國東北部逼退西軍，後在阿拉斯戰役擊潰孔代所部。戰爭後期，蒂雷納在沙丘戰役擊潰低地地區的西班牙部隊。1660年，路易十四封他為法國大元帥，1667年遗产战争期間，他再次入侵西屬尼德蘭。
1672年法荷戰爭爆發，蒂雷納出任法軍主要部隊司令，佔領了荷蘭大部分地區，但因荷軍決堤無法奪取阿姆斯特丹。他隨後入侵神聖羅馬帝國，進攻至威悉河迫使勃蘭登堡-普魯士退出戰爭。1674年，他前往阿尔萨斯地區，以劣勢兵力向聯軍發動攻擊，指揮一系列戰略機動與會戰。之後，他面對拉依蒙多·蒙特库科利指揮的奧地利精銳，始終佔盡優勢直到在薩斯巴赫戰役意外身亡。

## 早年
蒂雷納子爵亨利·德·拉圖爾多韋涅於1611年9月11日出生在毗鄰法蘭西王國的色當親王國色當城堡，該地是拉圖爾多韋涅家族的私產。蒂雷納的家庭是一個喀爾文教派貴族，家族主枝可追溯到12世紀的拉圖爾領主。蒂雷納的父親布永公爵亨利·德拉圖爾·多韋涅是色當親王國的統治者，母親是荷蘭共和國執政沈默者威廉的女兒拿騷的伊莉莎白。他的父母誕下了7位子女，蒂雷納名列最末，是家中次子。父親亨利是出色的軍人、外交家，也是法國新教徒派系的領導人，母親伊莉莎白身為大貴族之後，在家學上也十分出色。蒂雷納在童年時差點夭折，身體十分脆弱與嬌貴，被認為無法應對嚴酷的軍旅生涯。1625年，身體素質有長足進步的蒂雷納加入舅舅拿騷的毛里茨的部隊，在隔年被任命為營長。1630年，蒂雷納離開荷蘭回到法國，擔任步兵團長。接下來幾年，他同時在法荷兩軍中服役，在1634年的拉莫特圍城戰後晉升准將。

## 三十年戰爭

### 法國介入戰爭
法國在三十年戰爭中金援荷蘭與瑞典，認為這是削弱神聖羅馬帝國與西班牙帝國的好機會，減輕外國勢力對法國國土的威脅。1634年，瑞典失去德意志南部，德意志新教邦國薩克森與帝國初步和談，瑞典在德意志地區的勢力大幅削弱。荷蘭的處境也愈發不利，西班牙即將收攏部隊打擊該國。1635年4月5日，法國首席大臣黎塞留決定宣戰，蒂雷納所屬的部隊在8月支援伯恩哈德，解除帝國軍對美因茨的圍困。然而隨著法軍供應鏈的中斷，有三分之二的人當了逃兵，在9月倉促撤退至梅斯。蒂雷納出色地指揮後衛部隊，在一次伏擊中重創帝國軍。帝國軍司令馬蒂亞斯·加拉斯接著從北方入侵，雙方在穆瓦延维克附近對峙，但帝國軍最終因補給原因，在雪中穿過萨韦尔讷撤退。1636年夏，蒂雷納率軍攻佔萨韦尔讷，在突襲間身受重傷。同年秋季，加拉斯穿過贝尔福從阿尔萨斯進入弗朗什-孔泰，蒂雷納率軍在瑞塞擊敗敵軍，接著在茹安維爾附近將其驅往萊茵河。1637年，蒂雷納轉戰皮卡第地區，奪下朗德勒西、索布、莫伯日等地，擄獲至少2,000名敵軍。1638年蒂雷納前往協助伯恩哈德圍攻布賴薩赫，在八個月的圍攻中三次擊敗解圍部隊，布賴薩赫於12月9日投降。
蒂雷納於1639年轉調義大利戰場，在亨利·德·洛林麾下服役。1640年春，10,000名法軍與20,000名西軍在卡薩萊附近相遇，戰況對法軍十分不利，蒂雷納隨即下令集中騎兵部隊，使西軍因無法確定法軍人數陷入猶疑，作戰意志逐漸崩潰，被進攻後失序逃離戰場。蒂雷納持續追擊敵軍至深夜，西軍戰死、被俘多達4,800人，還有大量士兵溺死在波河中。法軍接著向都灵進攻，在9月7日迫使該城投降。蒂雷納隨後短暫成為駐義大利法軍司令，然後被調往西班牙作戰。1642年5月，叛黨領袖托馬索親王加入法軍，被任命為法國-薩伏依聯軍統帥。蒂雷納被指派為實際指揮，他率軍圍攻亞歷山德里亞，誘使特里諾要塞的守軍前來解圍此地，然後突然轉攻特里諾。1643年5月16日，蒂雷納晉升元帥。

### 與孔代協同作戰
1644年，蒂雷納被任命為上萊茵地區的法軍司令，這支部隊剛退回阿尔萨斯，在上一場戰鬥損失大部分軍官、士兵，以及所有火砲與輜重。蒂雷納於5月在布赖萨赫渡過萊茵河，向多瑙河源頭移動，在黑林山發現敵軍騎兵後，蒂雷納下令部隊立刻發動奇襲，將400名巴伐利亞士兵與眾多軍官俘虜。梅西元帥統帥的巴伐利亞軍於7月開始圍攻弗赖堡，已經撤回萊茵河左岸的蒂雷納再次經布赖萨赫渡過萊茵河，準備奇襲敵軍解除圍困。他試圖佔領烏弗豪森附近的山丘，但進攻部隊因為旗手驚慌失措而陷入混亂，撤下已被佔領的山丘。蒂雷納放棄救援要塞中的駐軍，等待孔代的增援部隊抵達。

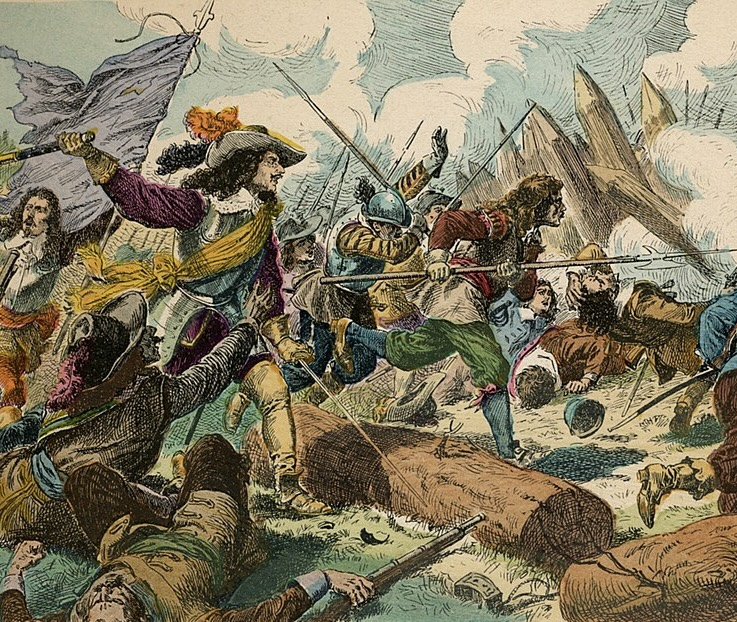
孔代親王在弗萊堡戰役衝鋒

孔代於8月2日抵達營地，帶來6,000名步兵與4,000名騎兵。他接管指揮權後，在弗赖堡西南的克羅青根集結部隊，計畫以正面強攻突破敵軍堡壘化的山嶺陣線。蒂雷納提議威嚇巴伐利亞軍與符腾堡的交通線，迫使其撤軍，但孔代堅持正面進攻。8月3日下午5時，孔代發動正面強攻，損失慘重但未能攻破主要防禦工事，而蒂雷納繞右側山谷的進攻也因敵軍早有準備而失敗。8月5日，法軍的正面強攻再次失利。孔代終於接受下屬的建議，在8月9日派遣蒂雷納繞過巴伐利亞的陣地，迫使梅西撤出戰場，回到其位於符腾堡的基地。這場戰鬥導致帝國軍在萊茵河中游的勢力崩潰，蒂雷納向北推進到下普法尔茨，佔領巴登、施派尔、菲利普斯堡、美因茨等城，打通一條通往德意志地區的可行路線。之後蒂雷納得知洛林軍打算圍攻巴哈拉赫，他在該城附近佈置了一個大型營地，使洛林相信有龐大的法軍在周圍，解除圍困撤回摩澤爾河對岸。他繼續攻佔克羅伊茨納赫要塞，控制布赖萨赫至科布倫茲之間的重要陣地，封鎖洛林軍和巴伐利亞軍之間的聯繫。
蒂雷納於1645年3月26日經施派尔渡過萊茵河，向佛茨海姆移動。4月6日，他在馬爾巴赫附近渡過內卡河，接著向施韋比施哈爾前進，以阻止梅西向南進入施瓦本。眼見蒂雷納即將切斷交通線，梅西只能向東朝丁克爾斯比爾撤退。蒂雷納接著轉移到陶伯河上的梅爾根特海姆，與盟友黑森伯国建立聯繫。5月5日凌晨2時，蒂雷納接到巴伐利亞軍抵達的消息，下令素質不佳的步兵移動到右翼斜坡上的森林後方，騎兵則集中在左翼，但這條命令被右翼司令羅森將軍錯誤地執行，他將步兵部署右翼斜坡上的森林前方，處於難以防守與撤退的位置上。當巴伐利亞軍開始推進時，蒂雷納率領左翼騎兵向河谷衝鋒，擊潰敵軍的騎兵與第一條戰線，但敵軍另一翼的部隊在輕鬆擊潰森林前的法軍步兵後，調轉方向威脅蒂雷納的側翼，導致他的進攻部隊也陷入混亂。蒂雷納幾乎孤身突圍，在三個騎兵團的掩護下撤至黑森邊境。他抵達卡塞尔後立刻重建部隊，幾天後向正被巴伐利亞軍包圍的基希海恩推進，迫使敵軍撤回弗兰肯。

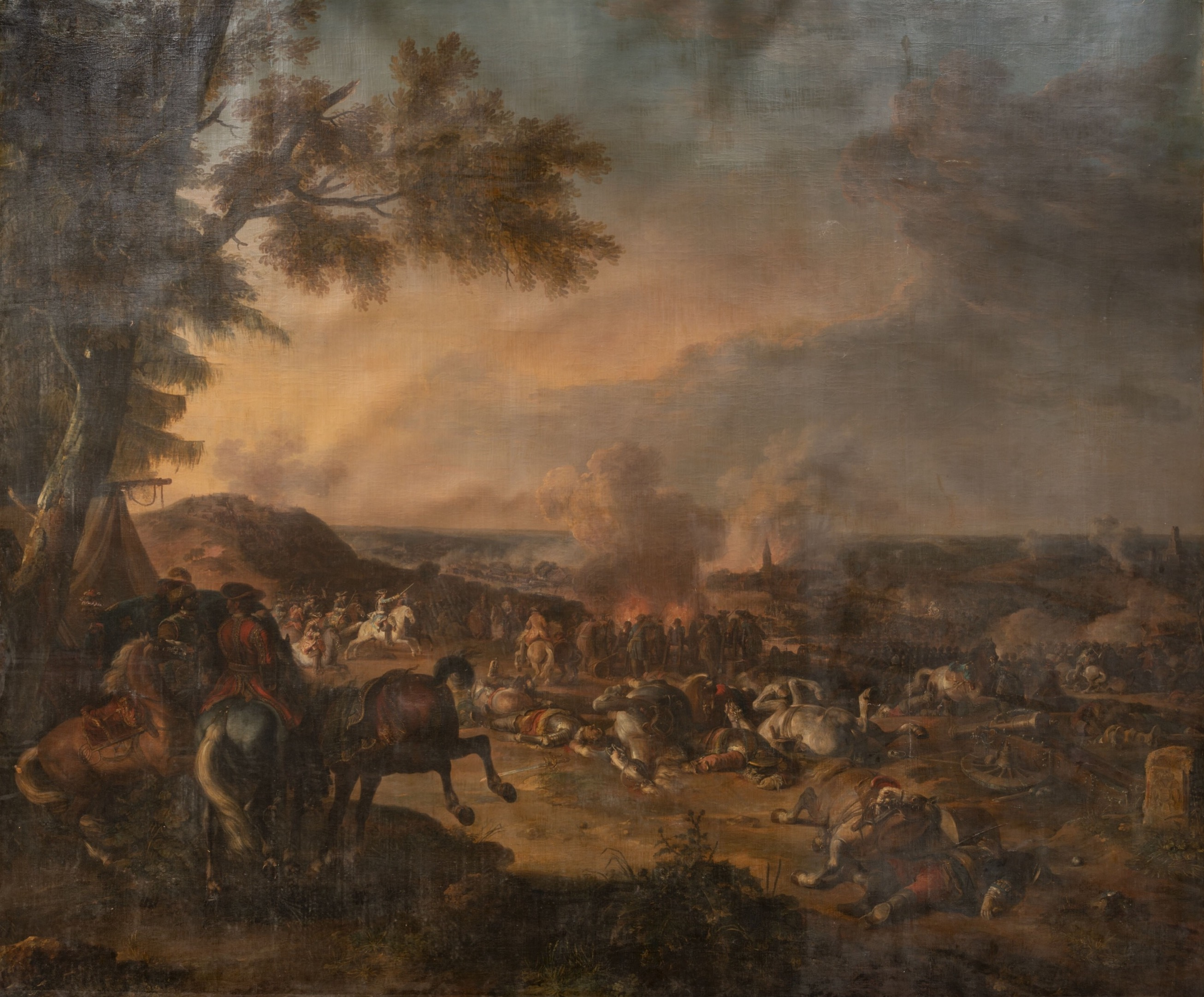
阿勒海姆戰役中的兩軍交鋒

7月5日，蒂雷納在拉登堡與孔代率領的生力軍會合，再次交出最高指揮權。他們在溫普芬渡過內卡河，向羅滕堡前進。巴伐利亞軍撤退至福伊希特旺根，接著撤到丁克爾斯比爾後方，在該地留下一支駐軍後，撤至後方數公里的樹林中。法軍與巴伐利亞軍發生衝突後，梅西繼續撤退到讷德林根附近。8月3日下午5時，孔代親王發動正面進攻，阿勒海姆前的土地控制權不斷易手，梅西在指揮時中彈身亡，中路陷入僵局。法軍右翼則被敵軍擊敗，右翼司令格拉蒙被俘。蒂雷納扭轉了局面，率領騎兵攻擊巴伐利亞軍右翼，讓最後一批生力軍黑森軍擊潰敵軍炮兵，從側翼攻擊阿勒海姆。巴伐利亞步兵在混亂中被切斷，向蒂雷納投降。巴伐利亞軍撤退至多瑙沃特，法軍佔領訥德林根與丁克爾斯比爾。孔代在海尔布隆病倒，交還指揮權後回國。蒂雷納未得到增援人員，導致當10月初敵軍增援抵達時，他別無選擇只能撤退至菲利普斯堡。同年冬季，他趁敵軍無暇顧及時，率軍在嚴寒中急行近200公里到特里爾，攻佔該地與上韦瑟尔。之後法軍在莱茵河與摩澤爾河進入冬季營地，蒂雷納回到巴黎。

### 南德意志機動戰
蒂雷納在巴黎宮廷停留數週後，於1646年4月回到美因茨的法軍基地。他計劃渡過萊茵河，與正在黑森與下萨克森作戰的瑞典軍隊會合，法軍將經過拿騷進軍，瑞軍將經過黑森進軍，最終雙方合併展開機動作戰。然而當蒂雷納開始行動時，法國首席大臣马萨林突然叫停，因巴伐利亞選侯馬克西米利安提出只要法軍不越過萊茵河，巴伐利亞就不會加入帝國陣營。儘管蒂雷納對此不滿，但只能服從命令。巴伐利亞不久後就背棄與法國的協議，加入帝國軍隊共同迎擊瑞軍。蒂雷納得知消息後，自作主張率大部隊離開美因茨，急行軍至韦瑟尔渡過萊茵河，與瑞軍將領卡爾·弗蘭格爾的部隊會合。此時法瑞聯軍部署在弗里德堡，帝國軍隊則部署在尼達河後方的伊爾本施塔特附近。法瑞聯軍兵力為7,000名步兵、10,000名騎兵與60門火砲，帝國軍兵力為10,000步兵、14,000名騎兵與50門火砲。

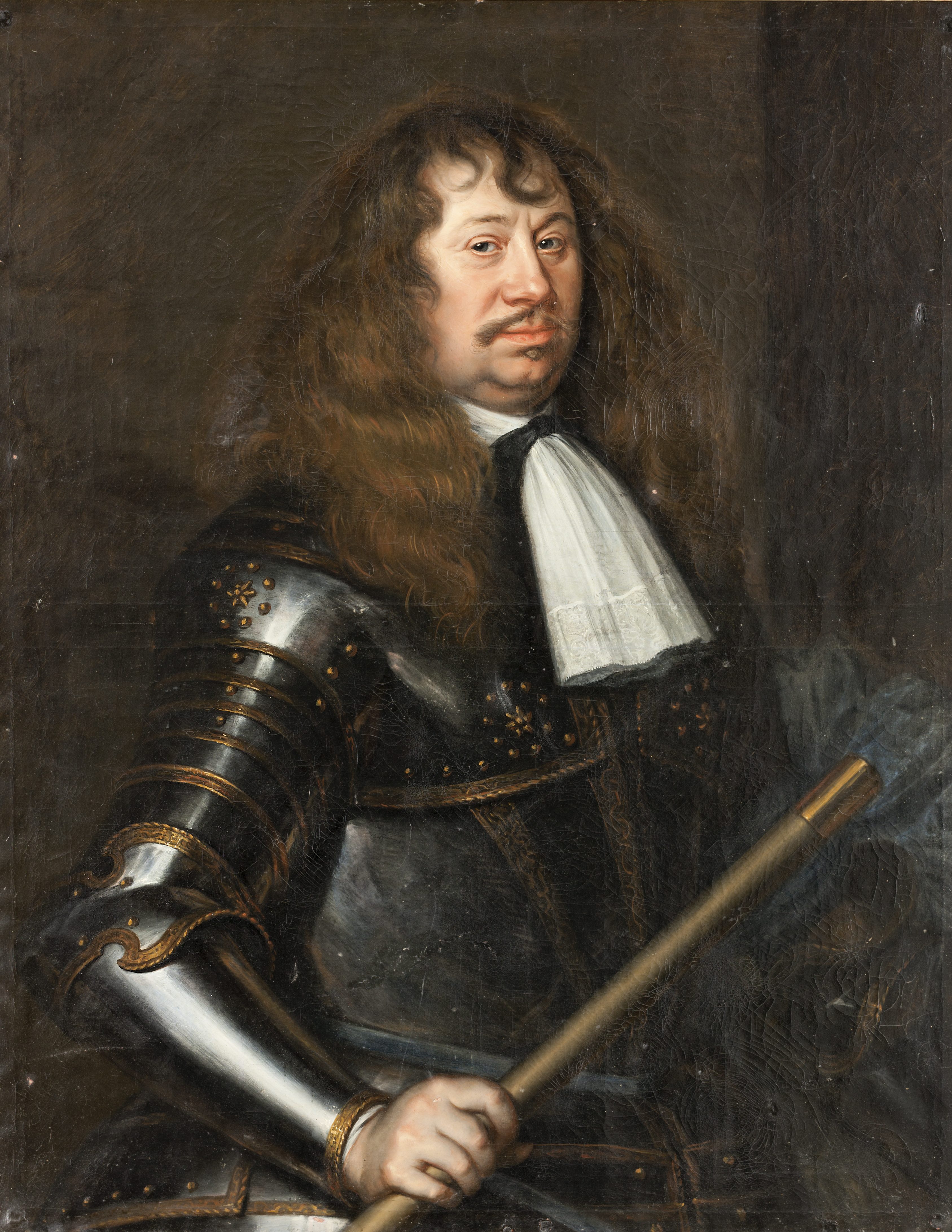
駐德瑞軍總司令卡爾·弗蘭格爾陸軍元帥。他被西奧多·道奇視為是一位「高於平均」的將領，與蒂雷納的配合是馬爾博羅公爵與欧根亲王的先行者

蒂雷納計畫繞過帝國軍的左翼，從法兰克福南邊的路線抵達海尔布隆，迫使帝國軍後撤或切斷他們與美茵、內卡與多瑙等河流的聯繫。法瑞聯軍於6月中旬開始行動，迅速地從帝國軍的右翼移動至左翼，經法蘭克福的城區博納梅斯繞過帝國軍。聯軍接著穿過尼達河，佔領位於尼德河左岸的溫德克肯，幾乎擋住帝國軍前往美因河的道路。帝國軍將領利奧波德·威廉大公趕忙追擊，大膽地進入黑森與科隆地帶，試圖迫使法瑞聯軍向北移動，解放被入侵的領土。蒂雷納猜到他的意圖後，迅速推進至阿沙芬堡，渡過美茵河向南移動。聯軍此時轉換成兩列縱隊，穿過弗兰肯向南橫掃。聯軍抵達萊希河後奪下賴恩，但由於缺乏攻城砲，他們直到大公抵達前都未能奪下奥格斯堡。
蒂雷納認為大公接下來將佔領乌尔姆、圖賓根與海尔布隆，威脅法瑞聯軍的右翼，迫使聯軍撤出勞英根回到弗兰肯。蒂雷納率軍於11月5日從勞英根移動至梅明根，隔天移動到基希海姆的帝國軍營地前，留下2,000名騎兵與帝國軍對峙後，在11月7日越過敵軍左翼抵達蘭茨貝格。他將大公的部隊與巴伐利亞完全切斷後，指揮3,000名騎兵直撲慕尼黑，大公別無選擇只能移動至雷根斯堡，讓巴伐利亞孤軍奮戰。法瑞聯軍在萊希河右翼停留三週，接著回到梅明根的冬季營地。1647年3月14日，雙方簽訂《乌尔姆停战协议》，巴伐利亞結束與帝國皇帝斐迪南三世的盟約，海尔布隆轉交給法國，梅明根與于伯林根轉交給瑞典，法瑞聯軍結束在巴伐利亞的軍事行動。
這場戰役被後世許多軍人與戰史學者稱讚，法瑞聯軍在兵力與補給都劣於帝國軍的情況下，兩次智勝敵軍。拿破仑在閱讀這場戰役時僅找到蒂雷納的一個小錯誤，他毫無保留地稱讚蒂雷納的主動、大膽、判斷力和機動技巧，評價蒂雷納向尼達河進軍的行動是「充滿膽識和智慧」，而迫使大公從梅明根與蘭茨貝格之間撤出的行動是「展現巨大的膽量、智慧與天才，並取得偉大的成功，應該被所有軍人研究」。

### 戰爭末期
巴伐利亞退出戰爭後，帝國軍的處境變得舉步維艱，法瑞聯軍取得優勢。然而當蒂雷納準備進攻虛弱的帝國軍時，马萨林因擔心西班牙與荷蘭的休戰將允許帝國軍轉移到荷蘭南部，將其派遣至低地作戰。蒂雷納率軍前往新戰場的途中，羅森將軍指揮的德意志騎兵因為欠餉發生叛亂，脫離大部隊重新回到莱茵河右岸。蒂雷納率領部隊跟隨他們，在埃特林根逮補羅森並勸降部分人員，剩餘部隊則在陶伯河谷被剿滅或驅散。他接著派遣部分騎兵至荷蘭，大部隊則待在盧森堡牽制帝國軍。
1647年9月7日，巴伐利亞撕毀《乌尔姆停战协议》，再次與帝國軍共同作戰。蒂雷納隨即從低地地區迅速進軍，在1648年1月抵達黑森大公国，但由於瑞典軍尚未做好作戰準備，他先撤退至斯特拉斯堡。2月15日，蒂雷納率領6,000人在美因茨渡過萊茵河，向東進軍至美因河北岸與瑞典軍會合。兩軍合併後渡過美因河向南推進，進入弗兰肯並佔領多瑙沃特。法瑞兩軍此時爆發了分歧，法軍撤回陶伯河流域，瑞軍則移動至上普法尔茨，但隨後瑞軍司令弗蘭格爾服軟，兩軍再次聯合旨在摧毀巴伐利亞，並沿著多瑙河入侵奧地利。此時帝國軍司令彼得·梅蘭德率領帝國與巴伐利亞聯軍向西移動至乌尔姆與奥格斯堡之間，而法瑞聯軍則於5月16日在勞英根渡過多瑙河，向南去切斷梅蘭德與巴伐利亞的聯繫。梅蘭德得知聯軍渡過多瑙河後，率領部隊向東前往奥格斯堡，準備渡過萊希河逃到巴伐利亞。
5月17日上午7時，聯軍騎兵對帝國軍後衛部隊發動進攻，蒙特库科利將軍指揮的後衛部隊在楚斯馬斯豪森堅守一個小時後，撤退至赫普芬里德繼續抵抗。然而法軍騎兵經南邊迂迴包抄，切斷他與大部隊的聯繫，迫使梅蘭德率領護衛隊回來救援，在戰鬥中意外身亡。帝國軍繼續向東撤退，趕在聯軍抵達前渡過施穆特河，在夜間抵達奥格斯堡。5月下旬，帝國軍新任司令格羅茨菲爾德得知聯軍渡過萊希河後，率軍撤往英戈尔施塔特，將巴伐利亞南部拋棄給聯軍，帝國軍在撤退途中瓦解，有效兵力降至5,000人。格羅茨菲爾德隨後被逮補，巴伐利亞選侯馬克西米利安逃往萨尔茨堡。蒂雷納與弗蘭格爾率軍入侵巴伐利亞南部，除了慕尼黑以外的地區都被掠奪，巴伐利亞再次停戰。1648年10月，法國與神聖羅馬帝國簽訂威斯特伐利亚和约，三十年戰爭結束。

## 投石黨之亂

### 叛軍將領
1648年8月25日，法國首席大臣马萨林逮補反對新稅制的代表人物布盧賽爾，巴黎市民爆發暴亂。新王路易十四與宮廷在隔年1月6日撤出巴黎，孔代親王接管部隊開始平叛。蒂雷納獲令從德意志班師回朝，共同對付投石黨人。不過由於蒂雷納的哥哥弗雷德里克參與叛亂，他的指揮權被拔除，只能逃往尚在荷蘭控制下的斯特奈。1649年3月11日，雙方在呂埃簽署和約，宮廷取得勝利。孔代的勢力在平叛後迅速擴大，他因此在1650年1月18日被馬薩林逮補。蒂雷納因此事再次倒戈，逃往低地並加入西班牙軍。西屬尼德蘭總督利奧波德·威廉大公資助蒂雷納一筆款項，讓他得以召集與維持一支部隊與西班牙軍隊協同作戰。蒂雷納於該年6月越過西屬尼德蘭與法國的邊境，進入到皮卡第地區，奪下勒卡特萊、拉卡佩勒、勒泰勒等地，迫使法軍撤退至兰斯。蒂雷納隨後指揮一支大型偵查部隊向菲姆推進，擊敗當地的法軍騎兵並俘虜500人。西軍因為與奥尔良公爵的談判無果，向東北撤退進入冬季營地，留下蒂雷納的8,000人待在蒙福孔附近。12月15日，他的部隊與舒瓦瑟爾元帥相遇，他臨時徵召的部隊素質不佳且兵微將寡，第一時間未能突破法軍第二戰線，對法軍的騎兵也無可奈何。他在失利後逃到斯特奈，在隔年決定重新回到法國軍隊。

### 王軍統帥
1652年，蒂雷納與奥坎古元帥分別率領9,000人，與恢復自由之身的孔代親王作戰。同年4月，孔代在布萊諾襲擊奥坎古的部隊，擊敗敵軍後迅速進軍布里亞爾，試圖趕在蒂雷納知曉前擊敗他，但蒂雷納已得知情況，在奧祖埃爾與布萊諾之間部署戰線。雙方在短暫交手後各自撤退，蒂雷納撤至日安，孔代撤至沙蒂永。蒂雷納接著移動至歐塞爾，發動一系列快速行軍，切斷叛軍將領塔瓦訥伯爵的部隊與巴黎的聯繫，讓他移動至埃唐普。5月上旬，蒂雷納夜間行軍後，在埃唐普郊外擊敗叛軍，殺傷三千人。蒂雷納繼續圍攻埃唐普，但洛林公爵突然轉換陣營，率領部隊前去解圍。蒂雷納只能放棄圍攻，急行軍渡過塞纳河，在6月1日抵達洛林公爵的營地，迫使其回到洛林。

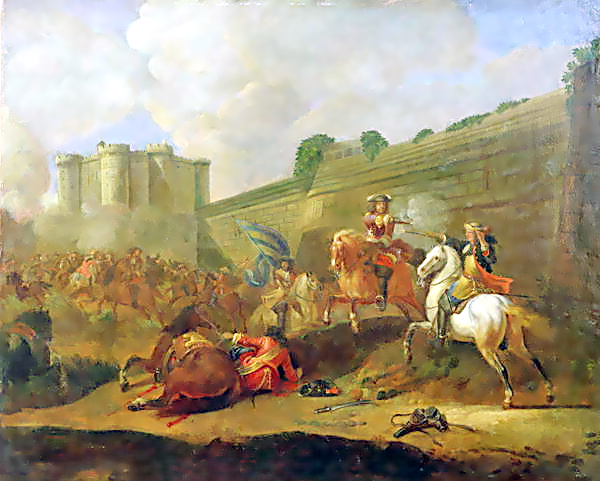
聖安托萬城郊之戰

蒂雷納移動到馬恩河畔拉尼，以阻斷增援孔代親王的生力軍，接著在埃皮奈建橋。孔代發現蒂雷納的行動後，立刻撤離圣克卢朝巴黎城內前進，但被城中駐軍禁止進入，只能從塞納河右岸繞過巴黎，向沙朗通勒蓬前進。然而當孔代開始行動時，蒂雷納向其發起進攻，同時封鎖通往万塞讷的道路，孔代的部隊被逼進死角。蒂雷納在7月2日開始收網，孔代的部隊全被擠在聖安托萬城郊大街附近的城牆底下，儘管孔代做了一切努力，蒂雷納的部隊仍在穩步推進。然而此時蒙龐西耶女公爵下令打開城門，並調動守城火砲向蒂雷納轟擊，讓孔代的部隊撤入城中。不久後，孔代離開巴黎城向北移動，與西班牙帝國和洛林公爵組成聯盟。隨後西班牙軍入侵皮卡第、洛林軍香槟，讓馬薩林打算撤至勃艮第與里昂，但蒂雷納說服他如果撤出將會陷入不利，並保證他可以阻止入侵者。孔代與洛林在阿布隆會合，利用人數優勢迫使蒂雷納進入守勢，後者移動到聖喬治新城後方的森林，在此地襲擊並驅逐洛林軍。孔代試圖以20,000人包圍蒂雷納8,000人的部隊，但無法阻止後者於10月4日抵達科贝伊。孔代與洛林撤往埃纳河，蒂雷納接著轉向洛林公国，奪下數座城市，投石黨之亂被平定。

## 法西戰爭

### 法國東北部機動戰

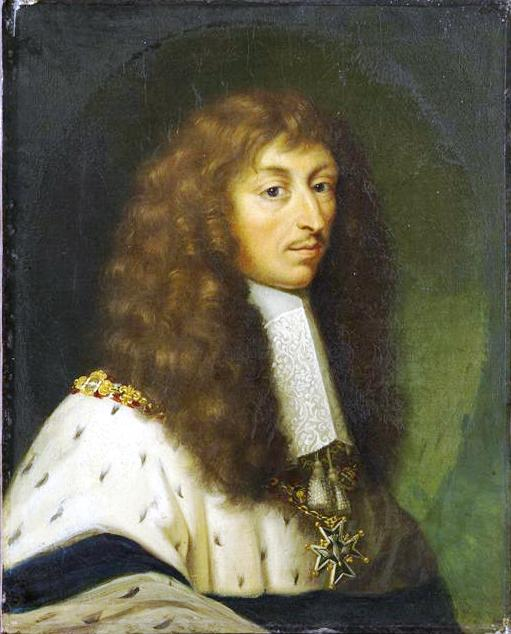
孔代親王曾先後為法西兩國作戰，擁有「非凡的膽識、充沛的精力、出色的軍事能力」

1653年6月，叛軍仍控制著香槟、勃艮第、吉耶讷與數座東北部要塞城市。蒂雷納決定趁孔代親王與洛林公爵的部隊分散於兩側時，從中間進軍佔領波尔西安堡與勒泰勒，打亂西班牙從低地進入法國北部的計畫。同年7月，利奧波德·威廉大公率領30,000名野戰部隊進入皮卡第，在拉卡佩勒集結後迅速推進到豐索姆。馬薩林組建戰爭委員會並提出兩種作戰方案，其一為分散部隊，分別駐守邊境要塞與威嚇敵軍補給；其二為移動到瓦兹河後，集中所有部隊封鎖路線。與這兩種方案不同的是，蒂雷納出於考量法軍僅有12,000人，建議集中所有野戰部隊，避免與敵軍主力部隊決戰，而是不斷地在其附近機動，威嚇其交通線與補給線，假設敵軍最後被迫分兵，則可以進攻其中一部。
蒂雷納的方案被認可後，他率軍渡過瓦兹河，迫近正在瓦兹河與索姆河之間移動的孔代部隊，在吉斯卡爾擋住敵軍通往阿姆的路線。孔代於是轉向進攻拉費爾，但蒂雷納趕在他之前抵達，並奪下孔代接下來的目標佩羅訥與科爾比。之後蒂雷納從佩羅訥移動到巴波姆，阻擊一支大型西班牙補給隊，所有物資都被法軍俘獲。儘管孔代想要盡快將蒂雷納拖入決戰，嘗試一切方法接近法軍，但這場被譽為「費邊對決漢尼拔」的機動戰未能迫使法軍會戰，蒂雷納安然地移動到佩羅訥以北的聖康坦山。孔代接著迂迴跨過索姆河，突然出現在法軍右翼，迫使蒂雷納向東撤退至比爾附近平原。蒂雷納停下後迅速建築防禦工事，孔代只能放棄在此決戰的想法。孔代接著試圖進攻吉斯，但洛林軍與西班牙軍都不同意他的方案，迫使西班牙政府晉升他為大元帅並給予他最高指揮權。
眼見在皮卡第地區的作戰已經失敗，孔代移動到香槟地區，派出許多小部隊進攻法軍，掩護正在進攻羅克魯瓦的部隊。蒂雷納並未救援羅克魯瓦，而是前去圍攻莫松。之後法軍再奪聖默努，雙方結束作戰進入冬季營地。

### 阿拉斯與瓦隆先戰役

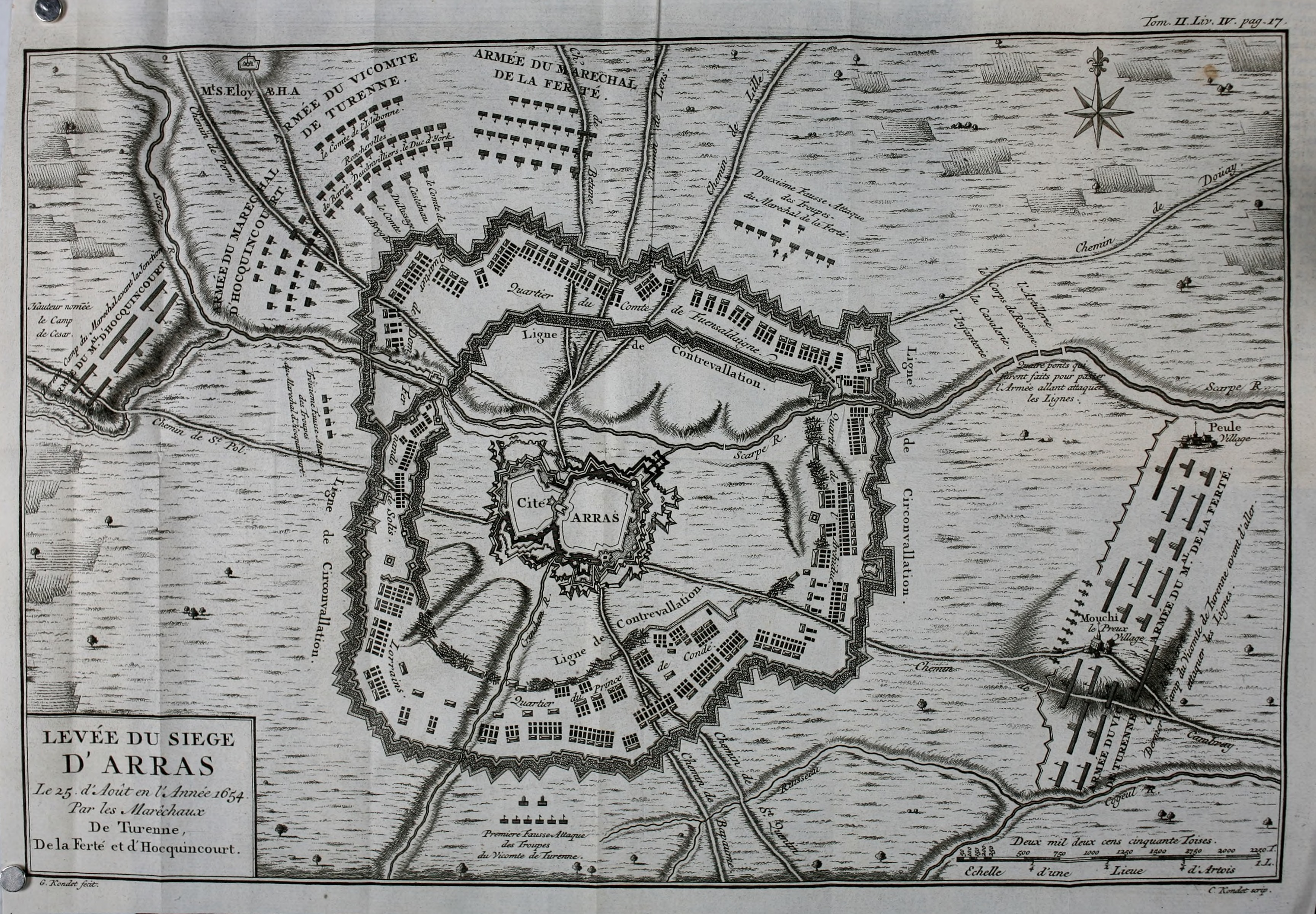
西班牙軍在圍攻阿拉斯期間的部署，蒂雷納選擇進攻距離孔代最遠的陣地

1654年，蒂雷納在香槟部署15,000人，掩護正在圍攻斯特奈的攻城部隊。另一方面，孔代親王與利奧波德·威廉大公率領30,000人從低地進入法國，繞過法軍偵查後於7月3日抵達阿拉斯城下。西班牙軍繞著城市建築保護圍攻環線，避免攻城作戰被解圍部隊干涉。7月中旬，馬薩林旬命令蒂雷納離開默茲河，解除阿拉斯西軍的包圍。蒂雷納在7月19日佔領阿拉斯以東的蒙希勒普勒，切斷敵軍與杜埃、布尚、瓦朗謝訥的聯繫，然後在斯卡爾普河與科熱勒河間部署陣地。8月17日，先前圍攻斯特奈的法軍部隊也抵達阿拉斯附近。8月24日夜晚，法軍跨過斯卡爾普河，趁著月黑風高於凌晨2點抵達敵軍陣線。蒂雷納指揮的中路部隊率先突入西軍陣地，隨後兩翼也擊退敵軍，控制一半的西軍陣地。孔代因為距離遙遠，直到上午5點才得知情況，跨過斯卡爾普河到達城市的另一端，擊潰拉費爾泰元帥的部隊。之後蒂雷納率軍抵達，孔代在持續數小時的戰鬥後不得不撤出該地，率領殘部撤往康布雷。
1655年夏，法軍駐扎於吉斯與拉昂，西軍則駐扎於朗德勒西與蒙斯附近，雙方勢均力敵皆為25,000人。蒂雷納於6月中旬率軍進攻朗德勒西，在7月13日攻下目標。之後，他沿著桑布爾河推進到蒂安，迫使西軍撤退至斯海爾德河以北，建立數條強大防線阻止法軍前進。隨軍的路易十四想要強攻，但蒂雷納說服他通過側翼機動來繞過防線。蒂雷納首先渡過桑布爾河，經巴韋向布尚前進，在畔訥維爾渡過斯海爾德河，然後派遣支隊迂迴敵軍右翼，同時發動正面進攻。然而迂迴的支隊表現不佳，讓西班牙軍撤退至圖爾奈。8月下旬，法軍攻下孔代城與圣吉兰，在11月進入冬季營地。
1656年西班牙宮廷將利奧波德·威廉大公撤除尼德蘭總督職務，約翰·約瑟夫接任該職，孔代親王也失去最高指揮權。6月14日，蒂雷納開始在斯海爾德河上的瓦朗謝訥周圍建築圍攻環線，他的部隊部署於河流右岸，拉費爾泰的部隊則部署於河流左岸。孔代得知情報後在布尚開閘放水干擾圍城法軍，然後率軍從杜埃推進至瓦朗謝訥以南。蒂雷納推測西班牙軍將進攻拉費爾泰的部隊，並提議派遣一半部隊至其陣地，但拉費爾泰出於嫉妒拒絕他的建議，並拆除先前建立的防禦工事。7月16日清晨，城內駐軍開閘放水，位於左岸的拉費爾泰與蒂雷納失去聯繫，孔代親王接著發動奇襲，擊潰法軍左岸的部隊並俘虜拉費爾泰。蒂雷納因為河水無法介入，只能率領右岸的部隊撤往勒凱努瓦附近，擺出接受會戰的陣勢，準備迎擊孔代的追兵。西班牙軍看到法軍的部署後選擇撤退，轉而進攻孔代、康布雷、朗斯、贝蒂讷等城。蒂雷納在此期間仍不斷地在敵軍周圍機動，直到孔代與約翰·約瑟夫撤往莫伯日，才進入索姆河後的冬季營地。
蒂雷納在瓦朗謝訥戰役後的行動被許多戰史學者稱讚。卡尔·冯·克劳塞维茨認為蒂雷納的退卻是此類軍事行動最出色的行動之一，在地形選擇與勇氣上都十分出色。西奧多·道奇則表示，「這些值得稱讚的行動只能大略敘述，真是令人遺憾」。

### 敦克爾克與沙丘戰役
1657年5月，蒂雷納在亞眠集中部隊，準備沿著海岸進攻敦刻尔克，但因為增援部隊尚未抵達只能放棄。他更改計劃後，派遣拉費爾泰率領15,000人前往西屬尼德蘭邊境，牽制孔代親王的部隊，自己則率領25,000人向利斯河前進，作勢要前往大西洋海岸，吸引住奧地利的約翰·約瑟夫的注意，然後突然轉向康布雷，在5月29日抵達後封鎖該城。與此同時，西班牙請求孔代離開盧森堡前去保衛低地，於是他繞過拉費爾泰的部隊後前往蒙斯，接著在5月29日抵達瓦朗謝訥。孔代繼續向康布雷進軍，並因為嚮導的錯誤，意外地躲過蒂雷納的阻擊，在夜間猛攻後突破法軍對康布雷的封鎖。蒂雷納只能沿著斯海爾德河右岸向上游行軍，抵達勒卡特萊與聖康坦，然後派遣部隊前去圍攻蒙梅迪。之後，西班牙軍在盧森堡集結，準備入侵法國直取巴黎。蒂雷納發現後三天內急行軍120公里，佔領聖韋南並解圍阿德爾，迫使敵軍撤退至格拉沃利訥與敦刻尔克，然後攻佔馬爾迪克。

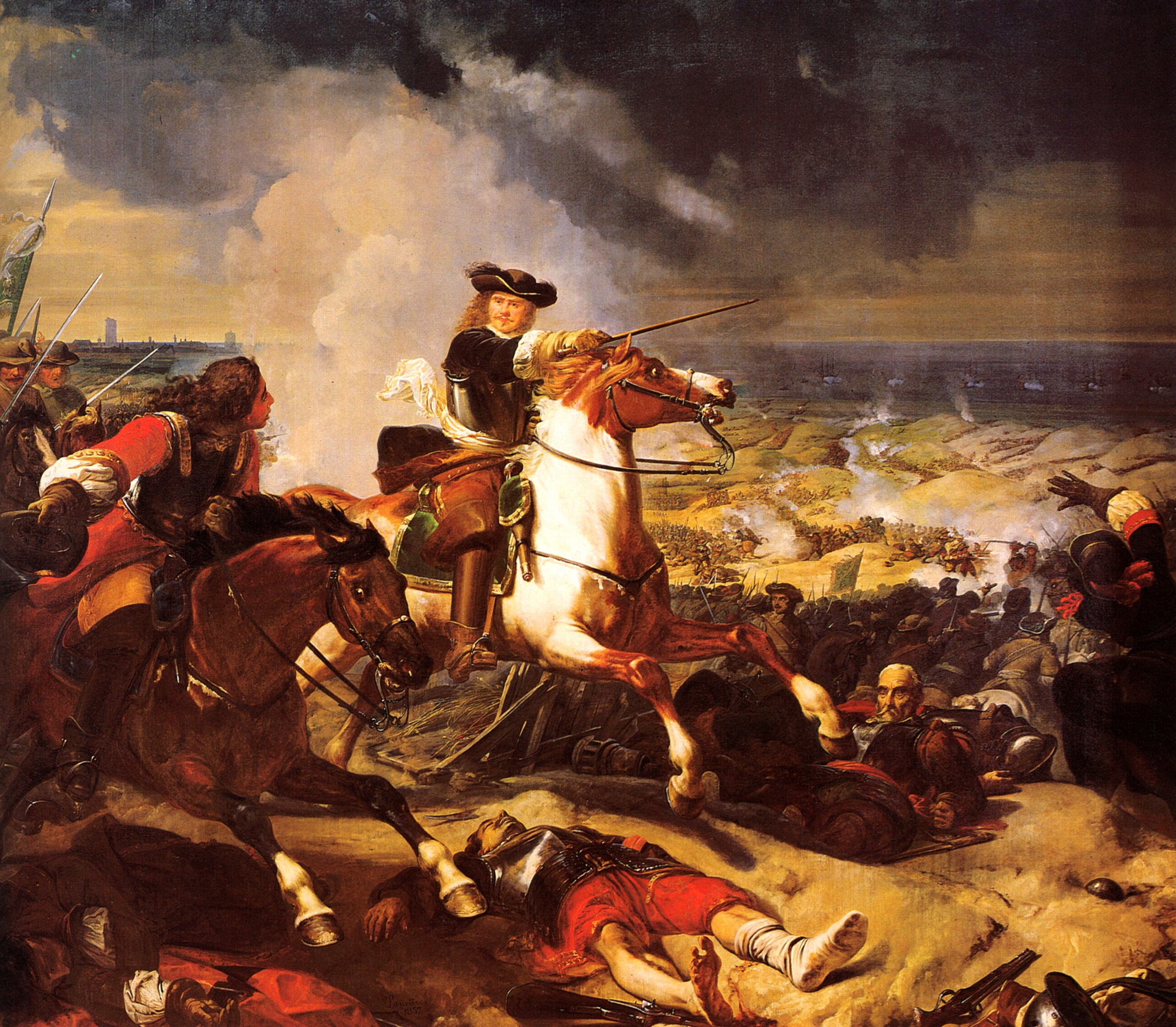
蒂雷納子爵在沙丘戰役率軍衝鋒

1658年4月，蒂雷納在亞眠集中部隊，率領8,000人前往聖韋南，剩餘3,000人則前往加来。5月上旬，他得知敦克爾克附近的要塞防備不足，於是轉向直攻敦克爾克。儘管該城周圍已經被河水淹沒，法軍工兵仍迅速修復運河與橋樑，將該地區的河水清空。此時西班牙軍仍駐扎在布魯塞爾，因為他們不信蒂雷納能夠在突破三座要塞前抵達敦克爾克，更不信他有辦法在當地維持糧食補給。當他們得知敦克爾克已被包圍時震驚不已，在6月12日急行軍抵達法軍附近。蒂雷納得知敵軍抵達後，留下6,000人繼續包圍敦克爾克，率領15,000人靠近敵軍，在6月13日襲擊敵軍前鋒，擊斃德奥坎古侯爵。蒂雷納接著垂直海岸線部署部隊，將步兵集中於中路，騎兵部署於兩翼，留下一支騎兵支隊作為預備隊。西班牙軍則將步兵部署於第一線中路與右翼，兩個騎兵列陣居後，左翼則為孔代指揮的四個步兵列陣。6月14日蒂雷納發動進攻，法軍中的英格蘭步兵朝海灘上的西軍右翼推進，法軍左翼騎兵則趁著退潮迂迴敵軍右翼，法軍中路步兵也擊潰西軍中路，西軍右翼同時被三個方向的法軍進攻，最終完全崩潰。而在西軍左翼，孔代下令騎兵向法軍衝鋒，幾乎沖垮法軍右翼的防線，但在法軍增援抵達後也被打垮，向弗爾訥撤退。這場會戰被克劳塞维茨視為是史上最佳的平行會戰之一，法軍損失非常輕微，而西軍則有至少4,000人被俘。
6月24日敦克爾克投降後，法軍繼續攻佔貝爾格、弗爾訥與迪克斯邁德。蒂雷納接著計畫前往尼烏波特與奧斯坦德，徹底將西班牙軍擊潰，但马萨林因為路易十四生病下令暫時停止前進。马萨林在國王康復後解除停止命令，但拉費爾泰取代蒂雷納成為主力，後者的職責降至掩護法軍攻城部隊。之後拉費爾泰表現不佳返回法國，蒂雷納在埃丹與迪克斯邁德集中部隊，沿著利斯河與斯卡爾普河移動後佔領奧德納爾德，接著在利斯河擊潰利涅親王的部隊，最後在9月26日佔領伊珀爾。他還未經圍攻攻佔了梅嫩、格拉蒙與尼諾弗，征服大部分西屬尼德蘭。1659年11月7日，法蘭西王國與西班牙王國簽署《比利牛斯條約》，法西戰爭結束。

## 軍事改革及遺產戰爭
1660年4月4日，蒂雷納被路易十四任命為法國大元帥，凌駕於所有法國元帥之上。據說路易十四本想任命蒂雷納為更加尊貴的法蘭西王室統帥，但因為後者身為新教徒不願意皈依天主教，只能讓該頭銜空懸。1661年3月9日，他的好友首席大臣儒勒·马萨林去世。之後，蒂雷納因為軍事經驗與聲望成為路易十四的顧問，在這職務上，他積極參與外交與治軍事宜。前法軍參謀長馬克西姆·魏剛認為蒂雷納的治軍取得積極的效果，在重組軍隊、建立士氣、強化訓練上都發揮了關鍵作用。在外交上，他在談判桌上游刃有餘，展現高超的外交能力，增強法國的戰略優勢。此外，蒂雷納原為1664年歐洲聯軍對奥斯曼作戰的總司令人選，並在隔年的第二次英荷戰爭被計劃成為荷軍總司令，而柯尔贝尔甚至設想蒂雷納所在的布永家族取代奧蘭治家族成為荷蘭執政，但被蒂雷納拒絕。1666年，蒂雷納之妻夏洛特·德·科蒙去世。
1667年，路易十四宣稱其妻子玛丽-泰蕾莎公主有權繼承西班牙帝國的部分領土，在遭到拒絕後對西班牙宣戰。同年5月24日，蒂雷納指揮主力軍團越過國界向西屬尼德蘭進攻，兩翼被奧蒙元帥指揮左翼軍團及克雷基元帥指揮右翼軍團掩護。開戰之初，法軍已連奪數城，在8月10日抵達里爾城下，然後在8月28日攻下城市。之後，一支西班牙解圍部隊抵達城市附近，但被法軍擊潰，超過1,500人被俘。荷蘭、英格蘭、瑞典懼怕於法軍的強大，組成三國聯盟施壓法國與西班牙和解。1668年5月2日，法西兩國簽訂《亚琛条约》，法國得到奥德纳尔德、图尔奈、里尔等城。蒂雷納反對和談，認為他可以在該年攻下西屬尼德蘭全境。
蒂雷納曾與荷蘭大使范·博伊寧談話，兩位喀爾文教派信徒聊到彼此對宗教的看法，後者提到如果他認為只有一種真正的教派，他應該要成為天主教徒，但他相信前往天堂的道路不只一條。蒂雷納回覆：「如果我的想法與你一樣，我應該很快將成為天主教徒，我們不是該走最穩妥的路嗎？」這件談話被認為是蒂雷納改宗的契機之一，他在1668年10月23日改宗。

## 法荷戰爭

### 入侵荷蘭
1670年路易十四開始為接下來的戰爭創造有利條件，法國外交官先說服瑞典放棄盟邦荷蘭，接著支持與議會不和的英王查理二世，瓦解「三國聯盟」，然後讓丹麥、特里爾、美因茨保持中立，科隆、明斯特加入法國陣營。蒂雷納擬定對荷作戰的整體戰略，計畫在科隆與明斯特建立補給基地，無視沿途的要塞與城市，直接進攻阿姆斯特丹。孔代親王贊同他的作戰方案，但路易十四與盧福瓦侯爵都反對該方案。1672年，蒂雷納指揮50,000人的主戰部隊從沙勒羅瓦前往默茲河，然後沿著左岸向北進軍；孔代則率領另一支部隊從色當前往默茲河，然後沿著右岸向北進軍；卢森堡公爵則率領部隊前往西發里亞，與科隆和明斯特部隊會合。
1672年5月上旬法軍開始進攻，蒂雷納接令後迅速推進，在維塞與孔代部隊會合，然後跨過默茲河抵達右岸，在下萊茵攻佔萊茵貝格、奧索伊、布里克、韦瑟尔與雷斯等城。法軍接著在埃默里希渡過萊茵河，佔領阿纳姆瓦解艾泽尔河防線，迫使荷軍撤退至乌得勒支。蒂雷納此時已經掃除進軍阿姆斯特丹的所有障礙，其部隊前鋒已經距離該城僅有數英里，他決心要說服路易十四立即率領全軍向阿姆斯特丹推進，但被路易十四與盧福瓦侯爵駁回，與原先蒂雷納計畫的內容不同的是，盧福瓦選擇將軍隊分成多股部隊，圍攻佔領區域內的要塞。7月10日蒂雷納佔領奈梅亨，接著攻佔克雷沃克爾。之後神聖羅馬帝國向法國宣戰，派遣24,000名布蘭登堡軍與19,000名帝國軍干涉戰局。蒂雷納抽調兵力將部隊增加至17,000人後，從韦瑟尔沿利珀河向西發里亞前進，迫使敵軍向南轉移至富尔达，然後繼續沿著萊茵河右岸向科布倫茲移動，讓敵軍只能在美茵河以南渡過萊茵河。聯軍在萊茵河上游的渡河行動失敗後，於隔年1月撤退至利普施塔特。之後蒂雷納無視盧福瓦的命令渡過萊茵河，穿過西發里亞佔領赫斯特，接著渡過威悉河進入布蘭登堡侯國，迫使布蘭登堡選帝侯腓特烈·威廉在6月6日簽署《福瑟姆條約》，退出對法戰爭。

### 防禦東部國境
1673年，神聖羅馬帝國元帥拉依蒙多·蒙特库科利率軍從波希米亚朝萊茵河推進，計畫在波恩渡河後與奧蘭治親王威廉會合。蒂雷納試圖主動進攻波希米亞林山，直接打斷聯軍的作戰部署。但盧福瓦侯爵對此方案非常反對，他命令蒂雷納駐防在阿尔萨斯，防禦帝國軍對阿爾薩斯的入侵與阻止帝國軍與荷軍會合。這兩個完全矛盾的作戰命令讓蒂雷納相當不解，他向路易十四要求減少作戰限制，但僅獲得在美因河流域作戰的許可，且要消極作戰不得罪中立國家。這些命令讓蒂雷納縛手縛腳，既要保衛右翼的阿尔萨斯，還要阻止帝國軍在左翼的波恩與荷蘭會合，但固執己見的盧福瓦堅持他的命令。同年9月，蒂雷納渡過美因河抵達梅爾根特海姆，觀察蒙特庫科利的動向。雙方接下來在美因河流域不斷地機動與反機動，蒙特庫科利在10月渡過美因河向科布倫茲移動，然後在該地渡過萊茵河與荷軍會合，於11月12日攻下波恩。

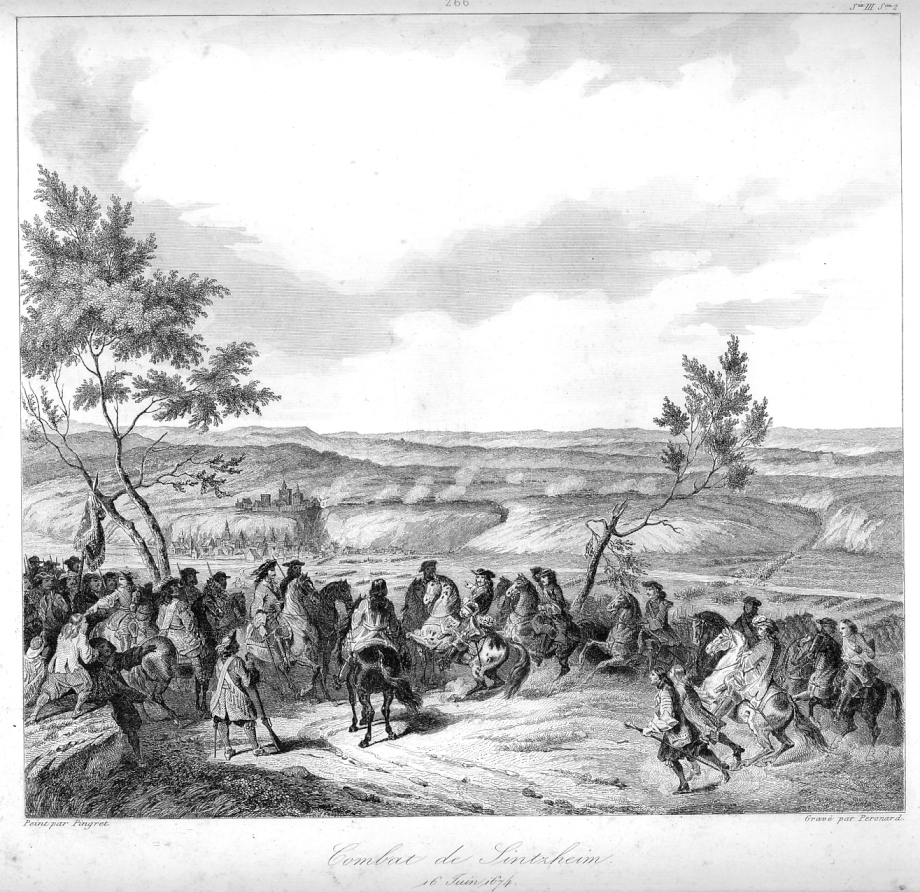
蒂雷納在辛斯海姆戰役下達命令

1674年初反法聯盟勢力擴大，法國轉入守勢，盧福瓦侯爵命令蒂雷納防守阿尔萨斯與萊茵河中部地帶。他在萨韦尔讷部署12,000人，觀察駐扎在沃姆斯附近的帝國軍。6月14日，蒂雷納率領部隊在菲利普斯堡渡過萊茵河，向敵軍營地推進，試圖阻止帝國軍與布農維爾的援軍會合。6月16日，蒂雷納在辛斯海姆附近的高地與帝國軍相遇，蒂雷納奪下城市與橋樑後，組成創新的步騎混合陣形，親率騎兵向高地上的敵軍衝鋒。法軍取得全面勝利後，帝國軍撤往海爾布隆，經内卡河後方前往海德堡，法軍則撤回萊茵河左岸。7月3日，蒂雷納再次經菲利普斯堡渡過萊茵河，朝著拉登堡前進，帝國軍匆忙撤往法兰克福，士氣大損。蒂雷納在長達十幾天的堅壁清野後，在7月底撤回萊茵河左岸。8月下旬，帝國軍經美因茨渡過萊茵河，在9月6日抵達施派尔。蒂雷納未理會盧福瓦的撤退命令，在兰道和维桑堡集中部隊擋住敵軍，迫使其停留在已被重創的普法尔茨地區。9月20日，帝國軍撤回萊茵河右岸。然而帝國軍司令布農維爾轉而佔領中立城市斯特拉斯堡，打通直攻阿尔萨斯的路線。10月初蒂雷納移動到拉旺策諾，然後在10月3日轉移到莫尔塞姆，將恩賽姆的帝國軍大營與斯特拉斯堡分隔。10月4日早晨，法軍渡過布呂什河抵達恩賽姆，與帝國軍爭奪帝國軍左翼的林地，帝國軍最終在夜晚撤出戰場。法軍接著撤退到阿赫奈姆，然後又前往馬爾勒奈姆。10月14日，布蘭登堡選帝侯腓特烈·威廉率領20,000人與布農維爾會師。

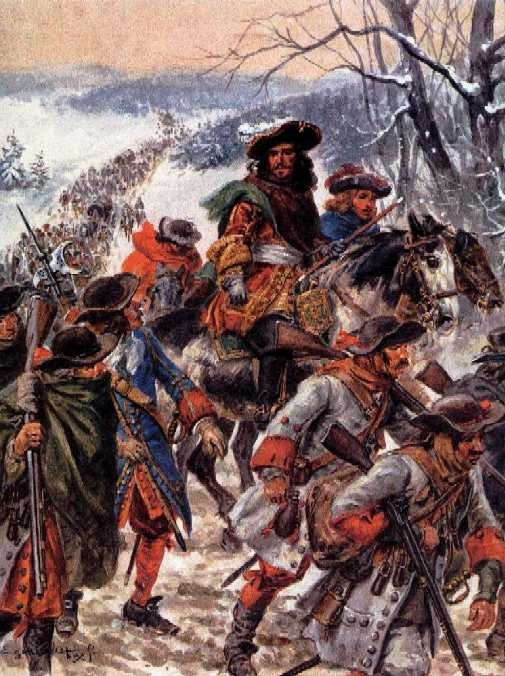
蒂雷納在冬季戰役率軍前進

蒂雷納計劃穿過孚日山脉前往洛林，讓帝國軍認為法軍將停下來修整過冬，而實際上他打算沿孚日山脉的西面坡上行，然後經贝尔福攻入上阿尔萨斯，迫使聯軍撤出。之後，他加固薩韋爾訥和阿格諾兩地的防禦，並在連接上下阿尔萨斯的山口處部署陣地，將敵軍限制在上阿尔萨斯。11月下旬，帝國軍進入冬季營地，蒂雷納開始行動。法軍共1.5萬名步兵與1.3萬名騎兵在孚日山脉西側緩慢地上行，直到12月27日抵達贝尔福地區。進軍期間，蒂雷納屢屢派出分遣隊出擊，在各路段吸引帝國軍的注意，防止敵軍集中部署到一處。12月29日，蒂雷納率先遣部隊襲擊米盧斯周遭的敵軍騎兵，然後在次日俘虜一支900人的步兵團。聯軍匆忙地在科尔马與蒂尔凯姆之間的路格爾巴赫集結，準備迎敵。1675年1月5日，蒂雷納率部抵達敵軍陣地前，留下主力佯攻敵軍中軍與左翼，親率部隊穿過左側的山地，佔領蒂尔凯姆威脅敵軍右翼。帝國軍趕忙向其進攻，直到晚上都未能奪下，於是經施萊特施塔特撤往斯特拉斯堡，然後渡過萊茵河回到帝國領地過冬。
蒂雷納在1674年至1675年初的戰略行動被卡尔·冯·克劳塞维茨讚賞，後者提到蒂雷納的兵力時常只有帝國軍的三分之二甚至一半，但倚靠著小型會戰與地形選擇，他讓敵軍不敢直接向他進攻，守住大半的阿尔萨斯。然後到冬季時迂迴帝國軍，迫使敵軍撤出阿尔萨斯。

### 最後的戰役
1675年，神聖羅馬皇帝利奥波德一世派遣帝國元帥拉依蒙多·蒙特库科利擔任萊茵軍團司令，該軍團由1.2萬名步兵與1.4萬名騎兵組成，是奧地利的精銳部隊。5月初，蒙特库科利率部趕赴斯特拉斯堡，在5月16日抵達斯特拉斯堡附近的奥伯基希，等待剩餘部隊抵達。蒂雷納隨後率部抵達塞萊斯塔，防止敵軍經斯特拉斯堡渡河。蒙特庫科利因此率主力進軍菲利普斯堡，在此處渡過萊茵河抵達西岸，試圖將法軍引向北方，讓位於奧芬堡的帝國軍得以進攻斯特拉斯堡對岸的凱爾。6月4日，蒙特庫科利撤回萊茵河東岸。6月7日，蒂雷納經奧騰海姆渡過萊茵河，嵌入奧芬堡與凱爾間，防止帝國軍進攻後者。之後，蒙特庫科利撤回奧芬堡，前往許特河的一側威脅法軍的浮橋，試圖迫使法軍撤走。然而在蒂雷納轉移浮橋位置後，蒙特庫科利再次撤回奧芬堡，然後撤到倫希河與萊茵河交匯處。7月5日，蒂雷納前往弗賴施泰特，阻斷蒙特庫科利與斯特拉斯堡間的聯繫，與帝國軍對峙了十多天。
7月22日，蒂雷納執行迂迴作戰，繞過帝國軍隊的左翼發動奇襲，雙方膠著對抗兩天，直到7月25日法軍佔領加姆斯胡斯特村，蒙特庫科利向東撤退。7月27日，兩軍在薩斯巴赫相遇並相互炮擊。下午2時，蒂雷納中彈身殞。7月29日晚法軍向西撤退，在8月3日撤回阿尔萨斯。這場戰局被後世許多軍人與戰史學者視為機動戰的典範，但卡尔·冯·克劳塞维茨對此提出質疑。他提到蒙特庫科利作為這場戰局的進攻方，在擁有兵力優勢下卻表現得如此猶豫不決，從6月11日在金齊希河相遇，到7月27日蒂雷納陣亡期間，他從未對蒂雷納取得過優勢，而既然蒙特庫科利的表現與一位優秀統帥應有的表現不符，可以說此戰局很大地被神化了。

## 軍事才能與評價

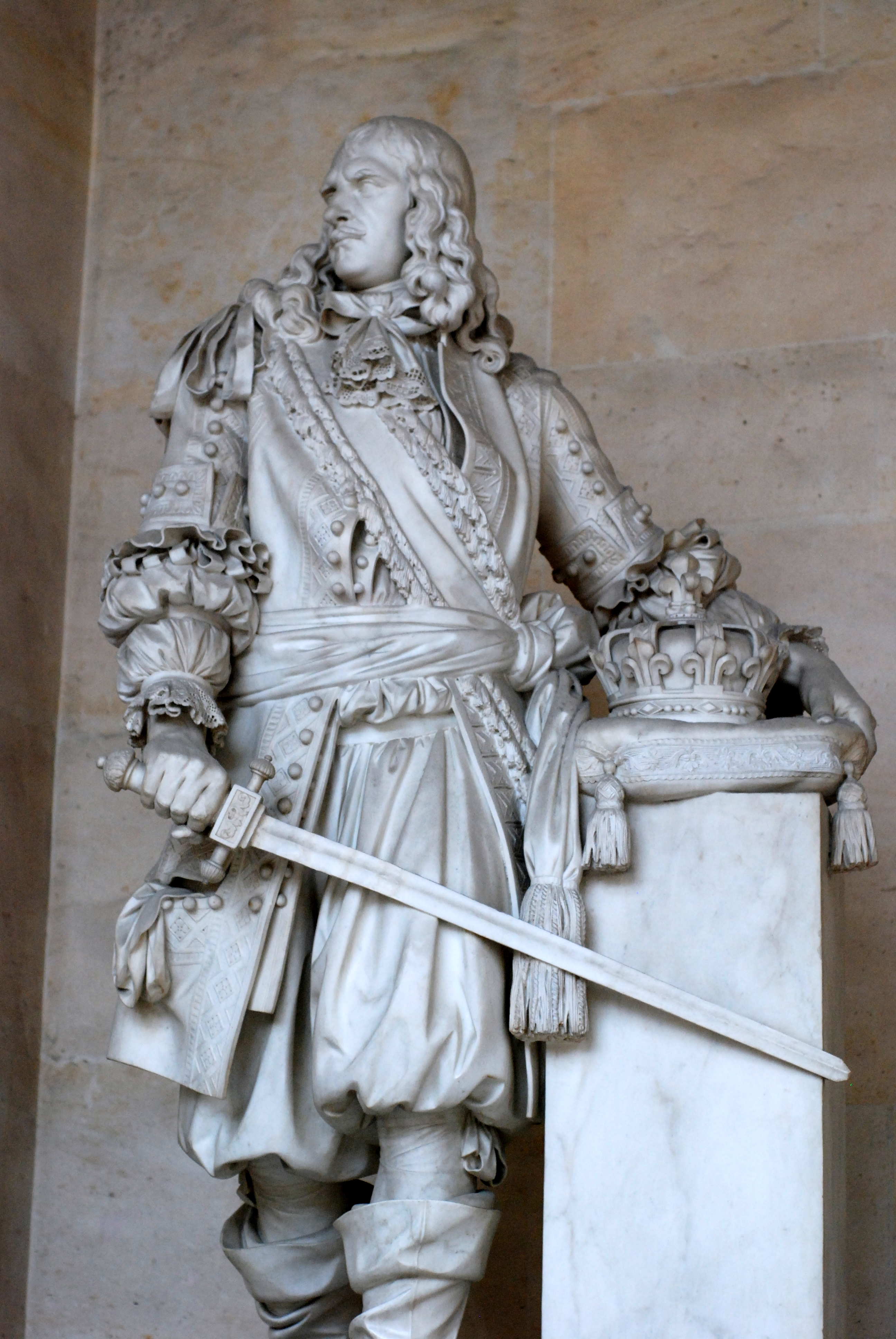
蒂雷納子爵全身像

蒂雷納子爵被歷史學者評價為劃時代的戰略家與偉大的軍事指揮官，特別是精於機動戰和敏銳判斷戰場態勢的能力。他的戰術及戰略思想比同時代的名將進步，幾乎使用了工业革命前的所有陸地作戰技法，在崇尚圍城作戰的時代採用機動戰對敵。許多學者提及蒂雷納在作戰中的穩健與糾錯能力，更有人認為他幾乎從未犯錯。在戰略上，有學者認為他是完美的戰略家，在威脅敵軍交通線及實施內線作戰上前無古人，但由於他曾數次錯過決戰機會，在整體上遠不及拿破仑。然而拿破仑與多位學者則認為，蒂雷納從未得到軍隊的全權指揮權，他始終深受高層的掣肘，被迫放棄許多可能的作戰機會。普籍學者克劳塞维茨誇張地稱沒有任何一位軍事將領比蒂雷納還受限制，而拿破崙更說到：「我認為他遠比腓特烈大帝出色，如果是他當普魯士國王，他將不會犯下腓特烈曾犯的錯，而會取得更輝煌的戰果。他指揮大規模部隊的能力將如同他指揮小規模部隊一樣出色。」
拿破崙曾研究蒂雷納的軍事生涯，認為他可能是除其本人以外史上最偉大的將領，提到他從未犯下錯誤，自己設身處地也會做出相同的指揮決策。他還認為如果蒂雷納穿越來到1809年的瓦格拉姆之战，他將立即理解作戰情形，自己將在他的協助下征服世界。此外，拿破崙認為蒂雷納於1646年、1648年、1672年及1673年戰役中的行軍與機動戰，足以與亚历山大大帝、汉尼拔等人相提並論。
軍事歷史學者常將蒂雷納與其他著名軍事家對比。英籍學者莫里斯認為蒂雷納在機動作戰方面是古今最能與拿破崙比擬的將領，並認為英國名將馬爾博羅公爵在作戰指揮上承襲蒂雷納，但在純戰略上不如後者。法國皇帝拿破仑一世認為蒂雷納是時代的佼佼者，其遠比腓特烈大帝優秀。普籍學者克劳塞维茨認為蒂雷納相比拿破崙顯得過於謹慎，其雖然將他時代的戰爭藝術運用到極致，但仍無法與19世紀相比。美籍學者道奇認為蒂雷納雖然具有極高的軍事才能，但高層的干涉讓他無法獨立地指揮大型作戰，使其無法與亚历山大大帝、拿破仑一世等人相提並論。
作戰層面外，蒂雷納在行政和統兵上也有獨到之處，有部分學者認為他是法國軍改的主導者，而法國將軍魏剛認為如果當時有人紀錄蒂雷納的指揮與治軍思想，可能會出現新一門作戰學派。性格上，蒂雷納相當簡樸與真誠，在作戰指揮上專注而理性，常與士兵在第一線同甘共苦，注重麾下部隊的損失情況。另外，蒂雷納也以謙遜、親和、慷慨、愛好學習、努力著稱，法國思想家孟德斯鸠寫道：「蒂雷納沒有惡習，但如果他有，他的美德會更增長。他的人生是一首對人類的讚美詩。」法國哲學家拉布吕耶尔在其作品《人物論》中將蒂雷納視作宏偉者的標竿。法國皇帝拿破仑一世寫到：「蒂雷納是唯一隨著年齡與經驗增長變得更加大膽的將領。」

## 註解
1. ↑  黑森大公國的要塞城市，位於法兰克福以北20公里[78]
2. ↑  保護圍攻環線（德語：Kontravallationslinie）是圍攻部隊圍繞圍攻環線（德語：Zirkumvallationslinie）構築的工事，以保護圍攻環線內的部隊
3. ↑  平行會戰（德語：Parallelschlacht），也稱正面會戰（德語：Frontalschlacht），指雙方正面相對且兵力與部署基本相同的會戰

## 註腳
1. 1 2  科尔森（2016年），第36页
2. 1 2 3 4  Weygand（1930年），第250页
3. 1 2 3 4  Longueville（1907年），第5页
4. 1 2  Weygand（1930年），第9页
5. 1 2  Morris（1891年），第18页
6. ↑  Childs（2011年），第76页
7. ↑  Dodge（1895年），第440页
8. ↑  Childs（2011年），第77页
9. 1 2  Longueville（1907年），第9页
10. ↑  Weygand（1930年），第21页
11. ↑  威尔逊（2020年），第529页
12. ↑  伦德（2019年），第151页
13. ↑  威尔逊（2020年），第533页
14. ↑  威尔逊（2020年），第530页
15. ↑  Dodge（1895年），第439页
16. ↑  威尔逊（2020年），第539页
17. 1 2  威尔逊（2020年），第540页
18. 1 2  Longueville（1907年），第21页
19. 1 2  Dodge（1895年），第441页
20. ↑  威尔逊（2020年），第542页
21. 1 2  Longueville（1907年），第22页
22. 1 2  Dodge（1895年），第442页
23. 1 2  Weygand（1930年），第24页
24. ↑  威尔逊（2020年），第586页
25. ↑  Longueville（1907年），第27页
26. 1 2 3  Longueville（1907年），第28页
27. ↑  Weygand（1930年），第28页
28. ↑  威尔逊（2020年），第623页
29. 1 2  Dodge（1895年），第443页
30. ↑  Longueville（1907年），第34页
31. ↑  Dodge（1895年），第445页
32. 1 2 3  威尔逊（2020年），第650页
33. ↑  Dodge（1895年），第446页
34. 1 2  Dodge（1895年），第447页
35. ↑  Longueville（1907年），第62页
36. ↑  Dodge（1895年），第448页
37. ↑  Longueville（1907年），第64页
38. ↑  Dodge（1895年），第449页
39. ↑  Weygand（1930年），第40页
40. ↑  威尔逊（2020年），第650-651页
41. ↑  威尔逊（2020年），第651页
42. ↑  Guthrie（2003年），第204页
43. ↑  Dodge（1895年），第461页
44. ↑  威尔逊（2020年），第653页
45. ↑  威尔逊（2020年），第653-654页
46. ↑  Guthrie（2003年），第211-212页
47. ↑  Longueville（1907年），第74页
48. ↑  威尔逊（2020年），第654页
49. ↑  威尔逊（2020年），第655页
50. 1 2  Longueville（1907年），第78页
51. 1 2  Dodge（1895年），第469页
52. ↑  Guthrie（2003年），第214页
53. 1 2  Dodge（1895年），第470页
54. 1 2 3 4  威尔逊（2020年），第669页
55. ↑  Longueville（1907年），第82页
56. ↑  Dodge（1895年），第472页
57. ↑  克劳塞维茨（2019年），第211页
58. ↑  Dodge（1895年），第473页
59. ↑  Guthrie（2003年），第216页
60. ↑  Longueville（1907年），第84页
61. ↑  Dodge（1895年），第474-475页
62. ↑  Guthrie（2003年），第217页
63. ↑  Weygand（1930年），第42页
64. 1 2 3  Dodge（1895年），第476页
65. 1 2  威尔逊（2020年），第672页
66. ↑  Dodge（1895年），第480页
67. 1 2 3 4 5  威尔逊（2020年），第674页
68. ↑  Guthrie（2003年），第223页
69. ↑  Dodge（1895年），第483页
70. ↑  克劳塞维茨（2019年），第213页
71. ↑  Longueville（1907年），第96页
72. ↑  Dodge（1895年），第486页
73. 1 2  Weygand（1930年），第43页
74. 1 2 3  Dodge（1895年），第498页
75. ↑  Longueville（1907年），第100页
76. ↑  Weygand（1930年），第43-45页
77. ↑  克劳塞维茨（2019年），第214页
78. 1 2  Longueville（1907年），第101页
79. 1 2 3 4  Dodge（1895年），第499页
80. 1 2  克劳塞维茨（2019年），第215页
81. 1 2 3  Dodge（1895年），第500页
82. 1 2  威尔逊（2020年），第682页
83. 1 2  Dodge（1895年），第501页
84. 1 2 3  Dodge（1895年），第502-503页
85. ↑  威尔逊（2020年），第683-684页
86. 1 2 3  伦德（2019年），第161页
87. ↑  Morris（1891年），第21页
88. 1 2  Weygand（1930年），第46页
89. ↑  Dodge（1895年），第503页
90. ↑  Longueville（1907年），第113页
91. 1 2 3  Dodge（1895年），第504页
92. 1 2  威尔逊（2020年），第692页
93. ↑  Longueville（1907年），第114页
94. ↑  Dodge（1895年），第505页
95. ↑  Longueville（1907年），第120页
96. ↑  威尔逊（2020年），第694页
97. ↑  Dodge（1895年），第506页
98. 1 2 3  威尔逊（2020年），第707页
99. ↑  Dodge（1895年），第508页
100. ↑  Longueville（1907年），第122页
101. 1 2 3 4 5  威尔逊（2020年），第708页
102. ↑  Dodge（1895年），第509页
103. ↑  Guthrie（2003年），第243页
104. ↑  伦德（2019年），第162页
105. 1 2  威尔逊（2020年），第710页
106. ↑  Longueville（1907年），第123页
107. ↑  威尔逊（2020年），第711页
108. ↑  Weygand（1930年），第50页
109. ↑  威尔逊（2020年），第714页
110. ↑  列维（2012年），第99页
111. 1 2  列维（2012年），第102页
112. ↑  Weygand（1930年），第55页
113. ↑  Longueville 1907，第132頁.
114. 1 2  列维（2012年），第104页
115. ↑  Weygand（1930年），第56页
116. ↑  列维（2012年），第107页
117. ↑  Dodge（1895年），第520页
118. 1 2  列维（2012年），第109页
119. ↑  Longueville（1907年），第134页
120. 1 2  Dodge（1895年），第521页
121. 1 2  Dodge（1895年），第522页
122. ↑  Longueville（1907年），第141页
123. 1 2  Dodge（1895年），第523页
124. ↑  Nolan（2008年），第478页
125. 1 2 3  Dodge（1895年），第524页
126. ↑  Longueville（1907年），第163页
127. ↑  Dodge（1895年），第526页
128. ↑  Longueville（1907年），第171页
129. 1 2  Dodge（1895年），第527页
130. ↑  Dodge（1895年），第528页
131. ↑  Longueville & 1907，第179页
132. 1 2  Dodge（1895年），第529页
133. 1 2 3  列维（2012年），第124页
134. ↑  Dodge（1895年），第531页
135. 1 2 3  Dodge（1895年），第532页
136. ↑  Morris（1891年），第23页
137. 1 2  克劳塞维茨（2019年），第216页
138. ↑  Dodge（1895年），第533页
139. ↑  Longueville（1907年），第207-209页
140. 1 2 3  Dodge（1895年），第534页
141. 1 2 3 4  Dodge（1895年），第535页
142. ↑  Longueville（1907年），第212页
143. ↑  Longueville（1907年），第213-214页
144. 1 2 3  Dodge（1895年），第536页
145. ↑  Longueville（1907年），第215页
146. 1 2 3  Dodge（1895年），第537页
147. 1 2  Dodge（1895年），第538页
148. ↑  Longueville（1907年），第219页
149. ↑  克劳塞维茨（2019年），第170页
150. 1 2  Dodge（1895年），第540页
151. ↑  Weygand（1930年），第72页
152. ↑  Longueville（1907年），第223页
153. ↑  克劳塞维茨（2019年），第217页
154. ↑  Dodge（1895年），第541页
155. 1 2  Dodge（1895年），第542页
156. ↑  Longueville（1907年），第226页
157. 1 2  Dodge（1895年），第544页
158. 1 2  Dodge（1895年），第545页
159. ↑  克劳塞维茨（2019年），第218页
160. ↑  Weygand（1930年），第76页
161. 1 2  Dodge（1895年），第546页
162. 1 2 3 4  Dodge（1895年），第547页
163. ↑  Longueville（1907年），第241页
164. ↑  Dodge（1895年），第548页
165. ↑  Dodge（1895年），第549页
166. ↑  Longueville（1907年），第246页
167. 1 2 3 4  Dodge（1895年），第550页
168. 1 2  克劳塞维茨（2019年），第221页
169. ↑  Weygand（1930年），第78页
170. 1 2 3  Dodge（1895年），第551页
171. 1 2 3  Dodge（1895年），第554页
172. ↑  Longueville（1907年），第253页
173. 1 2  Dodge（1895年），第555页
174. ↑  Morris（1891年），第24页
175. ↑  Dodge（1895年），第556页
176. ↑  Longueville（1907年），第257页
177. ↑  Dodge（1895年），第557页
178. ↑  Dodge（1895年），第559页
179. ↑  Longueville（1907年），第258页
180. 1 2  Dodge（1895年），第560页
181. ↑  Dodge（1895年），第561页
182. 1 2 3  克劳塞维茨（2019年），第222页
183. ↑  Dodge（1895年），第562页
184. ↑  Weygand（1930年），第84页
185. 1 2  Dodge（1895年），第563页
186. ↑  Dodge（1895年），第564页
187. 1 2  Dodge（1895年），第565页
188. ↑  克劳塞维茨（2019年），第222-223页
189. 1 2 3 4  Dodge（1895年），第566页
190. 1 2  克劳塞维茨（2019年），第223页
191. ↑  Weygand（1930年），第92页
192. 1 2  Weygand（1930年），第94页
193. ↑  Nolan（2008年），第381页
194. ↑  Weygand（1930年），第98页
195. 1 2  Morris（1891年），第26页
196. ↑  Weygand（1930年），第109页
197. ↑  Weygand（1930年），第116页
198. ↑  Weygand（1930年），第127页
199. ↑  Weygand（1930年），第122-123页
200. ↑  Longueville（1907年），第278页
201. 1 2  Lynn（2013年），第105-106页
202. ↑  Weygand（1930年），第153-154页
203. 1 2  Lynn（2013年），第108页
204. ↑  Longueville（1907年），第281页
205. 1 2 3  Lynn（2013年），第109页
206. ↑  Weygand（1930年），第163页
207. ↑  Weygand（1930年），第166页
208. ↑  Longueville（1907年），第287页
209. ↑  Weygand（1930年），第181页
210. ↑  Dodge（1895年），第584页
211. ↑  卡斯滕（2018年），第227页
212. ↑  Dodge（1895年），第585页
213. 1 2  Lynn（2013年），第113页
214. ↑  克劳塞维茨（2019年），第225-226页
215. 1 2  Dodge（1895年），第587页
216. 1 2  Lynn（2013年），第115页
217. ↑  Dodge（1895年），第588页
218. ↑  克劳塞维茨（2019年），第228页
219. ↑  Lynn（2013年），第117页
220. ↑  Dodge（1895年），第589页
221. ↑  Dodge 1895，第590頁.
222. ↑  Dodge 1895，第591頁.
223. ↑  Lynn（2013年），第118页
224. ↑  克劳塞维茨（2019年），第226页
225. 1 2 3  Dodge（1895年），第593页
226. ↑  Dodge（1895年），第594页
227. 1 2  Lynn（2013年），第121页
228. ↑  Dodge（1895年），第595页
229. ↑  卡斯滕（2018年），第230页
230. ↑  Dodge（1895年），第603-607页
231. 1 2  Longueville（1907年），第330页
232. 1 2  Dodge（1895年），第607页
233. 1 2  克劳塞维茨（2019年），第240页
234. ↑  Lynn（2013年），第128页
235. ↑  Lynn（2013年），第128-129页
236. ↑  Dodge（1895年），第611页
237. ↑  Lynn（2013年），第129页
238. ↑  Dodge（1895年），第615页
239. 1 2  克劳塞维茨（2019年），第241页
240. 1 2 3 4 5  Lynn（2013年），第131页
241. ↑  Dodge（1895年），第616页
242. ↑  Dodge（1895年），第625页
243. ↑  Lynn（2013年），第132页
244. ↑  Longueville（1907年），第337页
245. 1 2  克劳塞维茨（2019年），第244-245页
246. ↑  Dodge（1895年），第626-627页
247. ↑  Weygand（1930年），第226页
248. 1 2 3  克劳塞维茨（2019年），第247-249页
249. ↑  Lynn（2013年），第135页
250. ↑  克劳塞维茨（2019年），第260页
251. 1 2  克劳塞维茨（2019年），第261-262页
252. 1 2 3  Lynn（2013年），第140页
253. 1 2  Lynn（2013年），第141页
254. ↑  克劳塞维茨（2019年），第267页
255. 1 2  克劳塞维茨（2019年），第270页
256. ↑  Lynn（1997年），第300页
257. ↑  Lynn（2013年），第142页
258. ↑  克劳塞维茨（2019年），第271-284页
259. 1 2 3  Dodge（1895年），第641页
260. 1 2  Morris（1891年），第117页
261. ↑  Dodge（1895年），第617、641页
262. 1 2 3 4 5  Luvaas（2001年），第35-37页
263. ↑  Dodge（1895年），第617页
264. 1 2  Morris（1891年），第33-34页
265. 1 2  Dodge（1895年），第567页
266. 1 2  克劳塞维茨（2019年），第220页
267. ↑  Morris（1891年），第37、67页
268. ↑  Luvaas（2001年），第37页
269. ↑  克劳塞维茨（2019年），第253、285页
270. ↑  Weygand（1930年），第251页
271. ↑  Morris（1891年），第35页
272. ↑  Weygand（1930年），第252页
273. ↑  Weygand（1930年），第249页
274. ↑  Weygand（1930年），第254页
275. ↑  Luvaas（2001年），第64页